# Kulewtscha
Kulewtscha (ukrainisch Кулевча; russisch Кулевча, rumänisch Culevcea) ist ein im Budschak gelegenes Dorf in der ukrainischen Oblast Odessa mit etwa 4000 Einwohnern (2001).

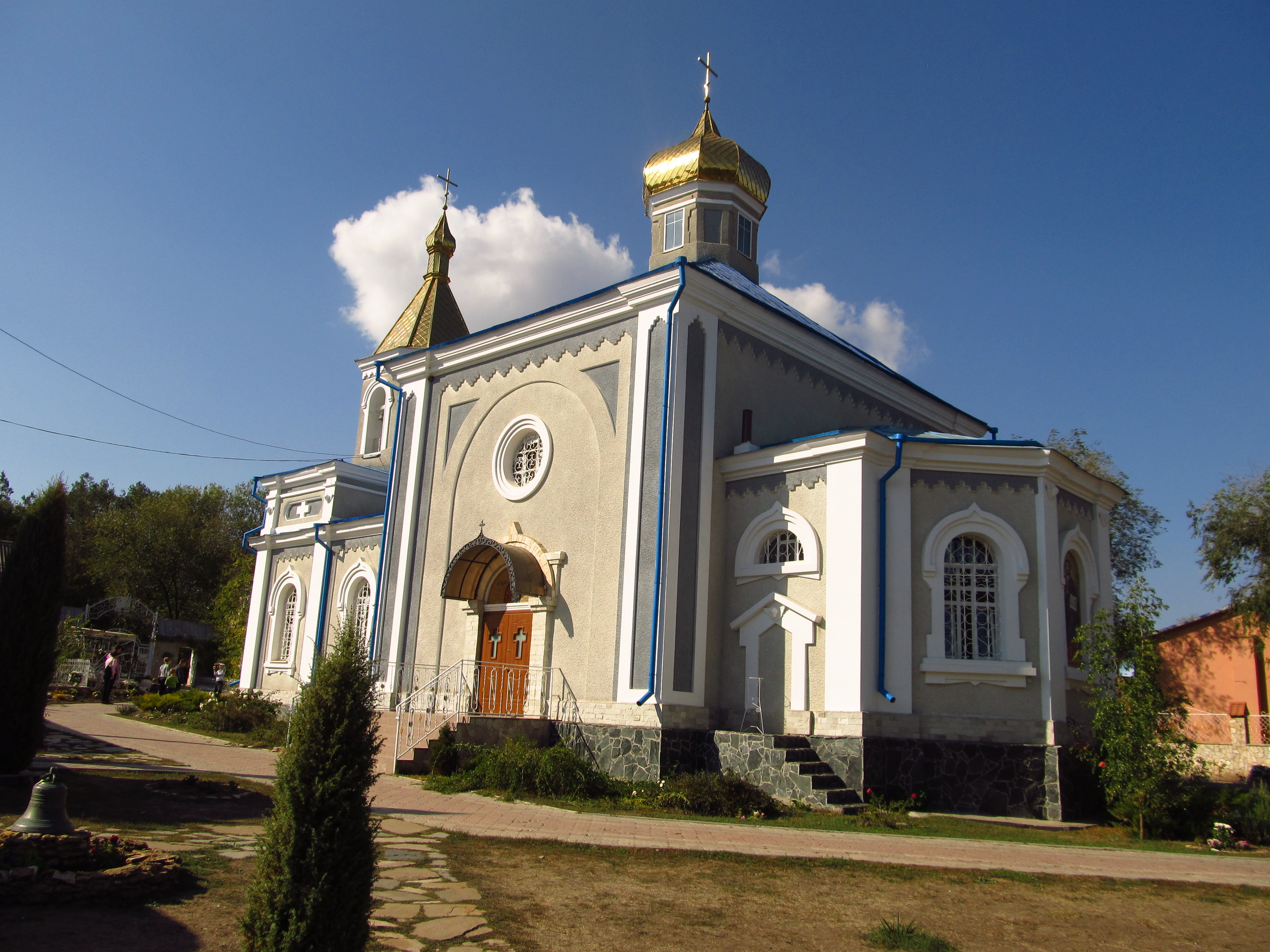
Nikolaus-Kirche im Dorf

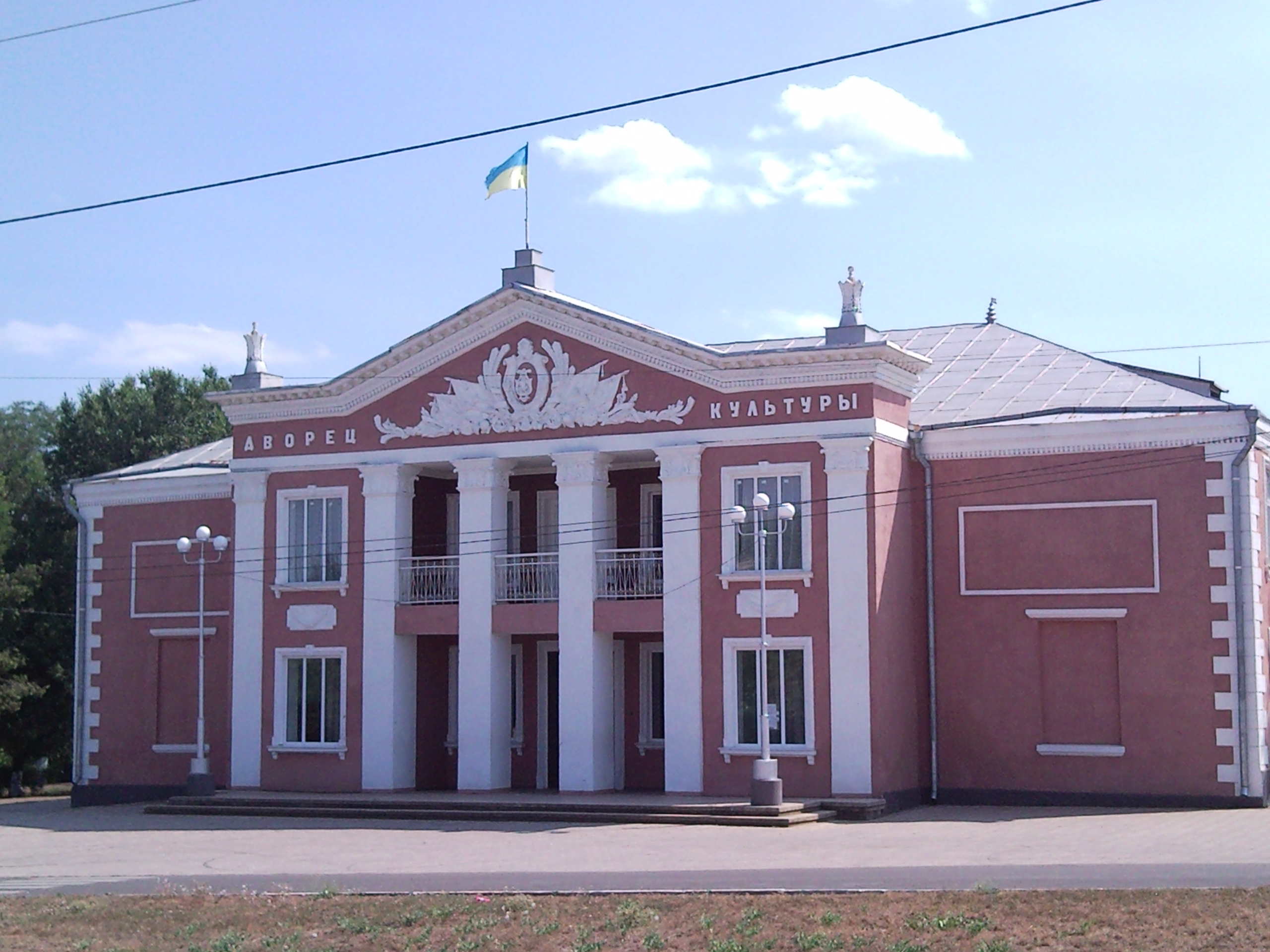
Haus der Kultur in Kulewtscha

Die Ortschaft liegt am Ufer des 94 km langen Zufluss zum Schwarzen Meer Chadschyder (Хаджидер) 22 km östlich vom Rajonzentrum Sarata und 110 km südwestlich vom Oblastzentrum Odessa.
Durch das Dorf verläuft die Territorialstraße T–16–43. Kulewtscha besitzt eine Bahnstation an der Bahnstrecke Odessa–Basarabeasca.

## Geschichte
Seitdem das Dorf 1828 von bulgarischen Siedlern gegründet wurde, teilt es die Geschichte der im Süden Bessarabiens gelegenen Landschaft Budschak, die 1812 Teil des Gouvernement Bessarabien innerhalb des Russischen Kaiserreichs wurde. In den Wirren der Oktoberrevolution verlor Russland Bessarabien, dass sich zur 1917 Demokratischen Moldauischen Republik erklärte und im gleichen Jahr freiwillig an das Königreich Rumänien anschloss. Nach der Besetzung Bessarabiens 1940 durch die Sowjetunion lag das Dorf im Rajon Bolhrad der Oblast Akkerman (ab dem 7. August 1940 Oblast Ismajil) in der Ukrainischen SSR. Zu Beginn des Deutsch-Sowjetischen Krieges kam das Dorf 1941 erneut an Rumänien. Nachdem die Rote Armee Bessarabien 1944 zurückerobert hatte, lag das Dorf wieder in der ukrainischen Oblast Ismajil, die 1954 in der Oblast Odessa aufging. 1991 wurde die Ortschaft Teil der unabhängigen Ukraine.
Bis 1946 hieß das Dorf Kulewtscha, danach bis 1995 Kolesnoje (Колесное), dann Kolisne (Колісне) und am 1. April 1995 erhielt der Ort wieder seinen ursprünglichen Namen zurück.

## Verwaltungsgliederung
Am 12. Juni 2020 wurde das Dorf zum Zentrum der neugegründeten Landgemeinde Kulewtscha (Кулевчанська сільська громада/Kulewtschanska silska hromada). Zu dieser zählen auch noch 3 in der untenstehenden Tabelle aufgelistetenen Dörfer, bis dahin bildete es zusammen mit dem Dorf Kostjantyniwka die gleichnamige Landratsgemeinde Kulewtscha (Кулевчанська сільська рада/Kulewtschanska silska rada) im Südosten des Rajons Sarata.
Seit dem 17. Juli 2020 ist es ein Teil des Rajons Bilhorod-Dnistrowskyj.
Folgende Orte sind neben dem Hauptort Kulewtscha Teil der Gemeinde:
| Name                     | Name          | Name                            | Name           |
| ukrainisch transkribiert | ukrainisch    | russisch                        | rumänisch      |
| ------------------------ | ------------- | ------------------------------- | -------------- |
| Kostjantyniwka           | Костянтинівка | Константиновка (Konstantinowka) | Constantinești |
| Rosiwka                  | Розівка       | Розовка (Rosowka)               | Rozenfeld      |
| Serhijiwka               | Сергіївка     | Сергеевка (Sergejewka)          | Sergheevca     |